# Comité intergouvernemental de la propriété intellectuelle relative aux ressources génétiques, aux savoirs traditionnels et au folklore
Le Comité intergouvernemental de la propriété intellectuelle relative aux ressources génétiques, aux savoirs traditionnels et au folklore (en anglais :  Intergovernmental Committee on Intellectual Property and Genetic Resources, Traditional Knowledge and Folklore - IGC, ou IGC-GRTKF) est chargé de négocier un ou plusieurs instruments juridiques internationaux (traités) pour protéger les savoirs traditionnels, les expressions culturelles traditionnelles et les ressources génétiques en relation avec la propriété intellectuelle, afin de combler les lacunes existantes dans le droit international. Le CIG est convoqué à Genève par l'Organisation mondiale de la propriété intellectuelle (OMPI), et se réunit régulièrement depuis 2001.
Sur la base d'une partie du travail du CIG, un nouveau traité sur les brevets, les ressources génétiques et les savoirs traditionnels associés a été adopté le 24 mai 2024.

## Travail
Le CIG convoque un panel des Autochtones à chaque réunion et a créé le Fonds volontaire de l'OMPI pour les États membres afin de financer la participation active et l'implication des communautés autochtones et des parties prenantes de la société civile.
Un certain nombre de documents ont été émis pour guider les travaux du CIG, y compris une série de documents de contexte, ainsi que des lignes directrices et d'autres documents d'information.
Le CIG a également élaboré des projets d'instruments juridiques internationaux sur les savoirs traditionnels, les expressions culturelles traditionnelles et les ressources génétiques.

Selon le Bureau des brevets et des marques des États-Unis,
Depuis 2009, l'IGC de l'OMPI est engagée dans des négociations séparées basées sur le texte sur (1) un instrument juridique international pour la protection des ressources génétiques et des savoirs traditionnels associés et (2) un instrument juridique international pour les savoirs et les expressions culturelles traditionnels. 

## Histoire et mandat
Le CIG a été créé en 2001 par l'Assemblée générale de L'OMPI, qui examine, met à jour et étend le mandat du CIG tous les 2 ans aux réunions de septembre de l'Assemblée,.
La CIG a connu sa première crise diplomatique en 2003, car "l'énormité de sa tâche devenait de plus en plus claire, tout comme le fossé des attentes entre les États quant à l'objectif global de la CIG et aux résultats anticipés". La crise a duré jusqu'en 2009, lorsque l'Assemblée de l'OMPI "a convenu d'un mandat beaucoup renforcé" pour le CIG, lui demandant de rédiger un instrument juridique pour la convocation d'une conférence diplomatique afin d'adopter un ou plusieurs traités.
Depuis 2010, le mandat du CIG est resté en grande partie inchangé: l’objectif est de conclure un texte consensuel qui comblera les lacunes entre les nombreux instruments juridiques internationaux existants fournissent un certain niveau de protection, sur les savoirs traditionnels, les expressions culturelles traditionnelles ou les ressources génétiques (UNDRIP, Convention sur la diversité biologique, Protocole de Nagoya, Traité FAO sur les plantes, conventions de L'UNESCO sur la culture et le patrimoine immatériel, etc.), aucune desquelles n'inclut de protections explicites pour les peuples autochtones et les communautés locales,.
Les négociations du CIG ont été suspendues en 2020 en raison de la pandémie de coronavirus 2 du syndrome respiratoire aiguë sévère, puis ont reprises en 2022. La même année, le CIG a accepté de passer aux étapes suivantes de négociation de traités, et l'OMPI a accepté d'appeler une Conférence diplomatique d'ici 2024 pour examiner un projet de traité sur lequel le Comité travaillait. 

## Proposition de traité sur la propriété intellectuelle, les ressources génétiques et les savoirs traditionnels associés
Comme expliqué sur le site web de la Conférence diplomatique:
Le 21 juillet 2022, l'Assemblée générale de l'OMPI a décidé de convoquer une conférence diplomatique pour conclure un instrument juridique international relatif à la propriété intellectuelle, aux ressources génétiques et aux savoirs traditionnels associés aux ressources génétiques au plus tard en 2024.
Avant la conférence diplomatique, deux réunions extraordinaires ont été convoquées pour préparer la conférence. Une Session spéciale du CIG (4-8 septembre 2023) et un Comité préparatoire de la conférence diplomatique (11-13 septembre et 13 décembre 2023).

### 2022: sélection du projet de texte
La sélection du projet de texte qui devait servir de base aux négociations du texte final du traité a reçu quelques critiques d'observateurs de la société civile. L'Assemblée générale de l'OMPI de 2022 a décidé qu'une version courte du projet (le "texte du président") qui avait été rédigé par l'ambassadeur australien Ian Gross, président du CIG en 2019, serait la base des négociations du traité. Avant cette décision, le texte qui devait servir de base aux négociations était le "Texte consolidé", un document plus complet sur lequel les États membres du CIG avaient travaillé par consensus pendant des années.
Contrairement au texte consolidé qui abordait les savoirs traditionnels et les expressions culturelles traditionnelles en tant que telles, et les différentes formes de propriété intellectuelle, le texte de la présidence se concentrait uniquement sur les ressources génétiques et le système de brevets. 
En août 2023, l'Inde a présenté une proposition avec une série d'amendements au texte de la présidence, dans le but d'ajouter certains éléments issus du texte consolidé à la discussion.

### 2023: Session spéciale et comité préparatoire du CIG
La Session spéciale qui s'est tenue du 4 au 8 septembre 2023 a examiné une partie du texte du président contenant des articles de fond. Le Comité préparatoire qui s'est tenu la semaine suivante a abordé les parties administratives et procédurales du projet. Ces deux réunions ont donné lieu à un projet révisé qui servira de base aux discussions de la Conférence diplomatique de 2024.
Le Comité préparatoire a également adopté un projet de règlement intérieur de la conférence diplomatique ainsi qu'une liste des invités. Le 13 septembre 2023, le comité a dû suspendre sa session en raison de l'absence de propositions des États membres pour accueillir la conférence diplomatique. Le 13 décembre, le comité s'est réuni à nouveau pour adopter une décision de tenir la conférence diplomatique au siège de l'OMPI à Genève, face au manque de propositions alternatives.
Le futur traité sur la propriété intellectuelle, les ressources génétiques et les connaissances traditionnelles associées est souvent appelé par son acronyme "GRATK".

### 2024: Conférence diplomatique
La Conférence diplomatique est convoquée à Genève, en Suisse, entre le 13 et le 24 mai 2024. Elle négocie et modifie le projet résultant de la Session spéciale et du Comité préparatoire et elle l'adopte en tant qu'instrument juridique (traité, convention ou autre) le 24 mai 2024.